# Karepura, Dod Ballapur
Karepura là một làng thuộc tehsil Dod Ballapur, huyện Bangalore Rural, bang Karnataka, Ấn Độ.